# Arne Bruun Rasmussen
Arne Bruun Rasmussen (16. juli 1910 i København – 4. november 1985) var en dansk auktionsholder. Han grundlagde i 1948 auktionshuset Bruun Rasmussen Kunstauktioner A/S. Han er far til Jesper Bruun Rasmussen.
Han var søn af direktør Carl Rasmussen (død 1944) og hustru Karen f. Bruun Houmølle (død 1937), blev uddannet hos V. Winkel & Magnussens Kunsthandel & Kunstauktioner og beskikket som auktionsleder 1939. I 1948 etablerede han sit eget firma i København for kunstauktioner og kunstudstillinger. Han var Ridder af Dannebrog.
Bruun Rasmussen blev gift 3. september 1941 med Vera Marie Lauth (16. oktober 1907 – ?), datter af hovedkasserer Max Lauth (1871-1945) og hustru Karen Marie Hansine f. Hansen (1870-1943).
Han er begravet på Hellerup Kirkegård.